# スターイクシオン
『STAR IXIOM』（すたーいくしおん）は、株式会社ナムコ（後のバンダイナムコゲームス）が1999年9月9日に発売したプレイステーション用ゲームソフト。
UGSFシリーズに属し、1985年にファミリーコンピュータ用に発売された『スターラスター』の続編にあたる。

## ゲームモード
TRAINING
ゲームに慣れるためのモード。コンバットシミュレーターのため、自機はガイアΣ、敵はバッツーラのEASY2編隊に固定されている。
COMMAND
全30面＋αを1面ずつ攻略して行くモード。初期状態で選択出来る機体はガイアΣのみだが、面が進む毎にギャラクシップ、スパルタカス、オウガヘッダー、ジオソード、ドラグーンと増えて行く。
特定の面をやり直すこと無くクリアする毎に、CONQUESTモードで開始直後から使えるSUBWEAPON、OPTIONパーツが増えて行く。
CONQUEST
一定の時間毎に5種類の敵が侵攻して来るモード。5種族全てのボスを倒さない限り真のエンディングとはならない。また、クリア時に「マーシャル・オブ・フォース・パラゴン」の称号を獲得出来ると、次回スタート時の選択肢にSUPERモードが出現する。SUPERモードの敵はHARDしか存在せず、侵攻速度も速い。
このモードでは、出現条件を満たした場合に限りドラグーンJ2、タイクーンが新型機体としてロールアウトする。

## プレイヤー機体
プレイヤーが操作出来る機体は以下の7機種。タイクーン以外は、いずれも過去のナムコのシューティングゲームに出自がある。
SL-01 ガイアΣ
前作スターラスターで活躍した機体の後継機。標準的な機体。
GF-02 ギャラク-シップ
速度に優れるが旋回性能は他機種と比べ低めである。また防御力も乏しく敵弾1発で機体が損傷することもある。メイン武装のモノレーザーは自動連射できない(指でボタンを連打することで可能）ものの、破壊力が非常に強力な一撃離脱型の機体。ガンクロスは機体の旋廻とともに動くことは無い。個性的な特徴として、速度とエネルギー消費量が唯一逆転している機体である。ギャラクシアンの自機の後継機。
GF-09 スパルタカス
サディーン以上の旋回性能を誇る機体。ただし防御力・攻撃力・最高速度は平均以下。燃費は最も優れている。ボスコニアンの自機だが後方へは攻撃出来ない。
GF-17 オウガヘッダー
ブラスターヘッドを装備出来る唯一の機体。性能はガイアΣとほぼ互角だが、違いはギャラク-シップ同様にガンクロスが動かない。ギャプラスの自機。
S-90B ジオソード
連射速度・弾速（弾の飛行速度）・射程に優れるツインレーザーを装備。防御力が高く最高速度も速いが、旋廻性能はガイアΣやオウガヘッダーに若干劣る。「スターブレード」のFX-01の設計をベースとした量産機。
DR-J2 ドラグーンJ2
『ギャラクシアン³－アタック オブ ゾルギア』の自機。本来は艦長、操縦士、航海士、通信士および多数の砲撃手が搭乗の、いわゆる重戦闘艇「ドラグーン」だったが当作戦のため単座に改造し、さらに『ギャラクシアン³－アタック オブ ゾルギア』の「ドラグーンJ2」には無かったワープエンジンが装備されている（初代ドラグーンには付いていたが、ドラグーンJ2には小型化のためにもともとワープエンジンはついておらず、空母に搭載されて現場付近までワープ運送される。）。主武器の連射速度･弾速･破壊力、機体の防御力、エネルギータンクの容量、ガンクロスの可動範囲のいずれもとても大きい非常に強力な機体。しかし大型で大重量なために旋回性能に劣りエネルギー消費も激しい。コンクエストモードにおいては、3つ目の敵種族が出現したときに、敵編隊が8つ以上残っていると配備される。
GF-X タイクーン
本作品初登場の未完成の試作機。ドラグーンJ2並の大型機にもかかわらず旋廻性能はかなり速いが、大型で大重量であるがゆえに慣性がきついため予想以上に旋廻してしまうという機動性にクセのある機体。攻撃力防御力ともに高いが、主武器の連射速度が中途半端であるが指で連射するほどでもなくしかし破壊力は高いと言うとてもクセの強い機体であるが、機動性アップの装備（旋回がさらに速くなりまた予想以上に旋回しなくなる）と威力の大きいサブウェポンでかなり使い良くなる。コンクエストモードにおいては、5つ目の敵編隊が出現したときに敵編隊が13以上残っていると配備される。なお、スターブレード・オペレーションブループラネットにおいてウィムズ側に赤いタイクーンを模した機体が敵として登場するが、関連性は不明である。
また各機体において、レーダーの有効範囲、有効距離、燃費、燃料タンクの容量が異なる。

## 登場する敵種族
バッツーラ
異次元から侵攻して来る種族。前作で母星を破壊され滅び去ったかの様に見えたが…
プラズマタイプの誘導弾が特徴である。
ギャラガ
獰猛な宇宙昆虫軍団。一時衰退していたが再び勢力を回復して来た種族。女王と呼べる個体が存在しているらしい。
飛行速度は遅いが旋廻性能に優れており、数匹の個体群が突然クルリと方向転換するところが見られる。ハエや蚊のように自機にまとわりつき、体当たりしてくることが多い。
ボスコニアン
宇宙海賊。人類と良く似ているが、女性だけしかいない種族。無人機とステルス技術に優れている。機体の色も暗めのもので肉眼では見えにくい。戦闘中に電波妨害を仕掛けてきて自機のレーダーを効かなくすることもある。
ウィムズΩ
機械生命体。小型機の機動性が高く、さらに数機でまとまって数で押してくる傾向がある。
（『ギャラクシアン3』では、通称「侵略機械集団」と呼ばれる。なお、『スターブレード』の敵は「帝国」でありウィムズではない。）
サディーン
謎の高度知的文明。当作品において初登場である。『』形状の国旗らしき徽章を象徴とする、人類とよく似た文明を持つ種族。機体のフォルムなども人類側と共通するところが多い。小型機の性能が極めて高いところが特徴である。
ゾルギア
大きなものでは全長10kmを越える生物。巨大な2本の触手を持ち、多数の寄生生物を従え、大出力の生体レーザー、熱量弾、重力も操り宇宙をも航行できる。人類との初遭遇は24世紀。本作ではCOMMANDモードのみにて出現する。
サウンドトラックのライナーノーツによると、企画段階ではゼビウスのガンプも敵種族として登場し、地球でファードラウトが起きる予定だったと言う。

## 攻略Tipsなど
- オプションパーツのM.D.H.FIELDはバッツーラの攻撃をほぼ無効化する他、ギャラガのトラクタービームやクイーンギャラガの発するリングレーザー（仮称）およびサディーンの一部の攻撃も無効化する。
- 機動性の高い敵を、ギャラクシップなど機動性で劣る機体で相手にする時はHOMING LASERよりもAUTO CANNONの方が役立つ。
- "IXIOM"とは、「不遍の真理」を表した言葉。人類が開拓の手を宇宙にまで広げ始めた時代に生まれた言葉で、「普遍的な存在」"Infinite existence"と「原理・公理」を表す"Axiom"とが合成されて生まれたとされている。本作品のタイトル『ＳＴＡＲ ＩＸＩＯＭ』が表すもの。それは人知の及ばぬ「宇宙の真理」。未来を宇宙に求めた人類にとって、それは解き明かさなければならない永遠のテーマなのである。（『スターイクシオン公式ガイド』<アスペクト、2000年>より抜粋）

## サウンドトラック
1999年12月18日 バンダイ・ミュージックエンタテインメントから本作のサウンドトラックが発売された。
しかし、発売元のバンダイ・ミュージックエンタテインメントが翌年2000年5月末に解散・清算したため、このサウンドトラックは店頭から回収された。
このため発売期間が半年弱しか無かった故に、入手機会が少なかった本作サウンドトラックは入手難易度の高い希少性とUGSF関連作品による資料性もあり
2022年4月現在における中古価格相場は4～5万円を推移しており入手することは敷居が高い。
ライナーノーツには、「なぜUGSFなのか?」とコメンタリー、曲リスト、クレジットが収録されており
パッケージ内部の背面ペーパー（CDを取り出した下にある紙）には、「銀河連邦宇宙軍（UGSF)マークの遍歴」が収録されている。